# Famille Xhrouet
 (juin 2012).
La famille Xhrouet est une grande famille wallonne, originaire de la principauté de Liège et de Spa au XVIe siècle. Son étymologie n'est pas claire, il s'agirait d'un lieu-dit comme pour le patronyme régional Xhonneux, qui signifie « le saule ».

## Origines
C'est à Mathieu Counet, dit Xhrouet, maître de forges à Winamplanche, échevin de Spa, cité en 1545, que l'on doit l'apparition du patronyme. Il est descendant d'Henry Cowe de Faaz, cité en 1434. Quatre branches Xhrouet en sont issues, celle de Lambert Xhrouet, notaire apostolique (+1588), celle de Remacle Xhrouet, échevin et maire de Spa (+1599), celle de Godfrin Xhrouet, nonagénaire (+1640) et celle de Salomon Xhrouet (+ < 1594). Les Xhrouet de Spa, prolifiques, ont essaimé ensuite dans toute la principauté de Liège.

### Porteurs du patronyme
En 2000, cinq siècles plus tard, on compte 180 porteurs du patronyme en Belgique, principalement en province de Liège et à Bruxelles. Quelques-uns, se retrouvent aussi depuis plusieurs générations, en France, à Monaco, en Floride, etc. Jacques Berger écrit en 1947, dans son ouvrage sur la famille Xhrouet : « Tous les Xhrouet de Spa descendent avec certitude d’un auteur commun : Mathy [Mathieu] Counet de Spa, dit Xhrouet ».
En principauté de Liège, à Spa, aux XVIIe et XVIIIe siècles, la famille Xhrouet s’est distinguée par un nombre remarquable de peintres, dessinateurs, graveurs, ciseleurs, tourneurs d’ornement, etc. Cette dynastie fut héritière et alliée aux dynasties des vernisseurs d’Agly et des dessinateurs Le Loup de Spa. Le plus justement connu d’entre eux est, Lambert Xhrouet, bourgmestre, qui initia le premier casino moderne du continent européen à Spa (1761).
À cette époque, de manière générale, le phénomène dynastique dans le monde des Arts n’est pas rare. Citons seulement parmi les plus célèbres celles des Bach ou des Bruegel. La transmission  du savoir-faire comme l’imprégnation sociale et l’opportunité économique se conjuguaient au degré de talents artistiques des héritiers.
Spa, ville d’eau, ainsi que toute la principauté de Liège, connut une effervescence artistique importante sous l’ancien Régime ; les plus talentueux de ses artistes partaient souvent vers l’étranger. Citons comme exemple le vernisseur Gérard d’Agly de Spa qui ouvrira une manufacture de meubles à Berlin et qui deviendra Intendant des ornements du roi de Prusse, Frédéric Ier, ou Lambert Xhrouet qui sera tourneur du duc d’Orléans puis écuyer de la reine de France à Versailles.
À Paris au XVIIIe siècle, la dynastie Xhrouet de Spa était bien représentée. On retiendra vers 1715, Mathieu-Antoine Xhrouet, peintre de vélins pour les Gobelins ; Philippe Xhrouet de 1750 à 1775, peintre à la Manufacture royale de porcelaine de Vincennes puis de Sèvres, inventant le rose-Pompadour ; Lambert Xhrouet vers 1755, tourneur d’ornement du duc d’Orléans ; Alexis et Joseph Xhrouet, orfèvres rue Saint-Honoré ; Remacle Xhrouet, maître tapissier, dans la même rue; l'imprimerie Xhrouet (1777-1809), rue des Moineaux (avenue de l'Opéra).
Les Jolités de Spa ou ouvrages de Spa, menus objets mobiliers de luxe, donneront à partir du XVIIe siècle une bonne part de la notoriété de Spa. Ses artisans et artistes rivaliseront d’ingéniosité pour les rendre de plus en plus fins et dans le goût des cours européennes. Des boutiques de Jolités de Spa s’ouvriront même dans quelques capitales européennes.
La dynastie Xhrouet s’est fait remarquer par l’exercice concomitant ou non des fonctions de magistrats de la ville d’eau qui deviendra le « Café de l’Europe » (1781). Le premier du nom, Mathieu Counet dit Xhrouet, cité en 1533, fut échevin et son fils, Remacle Xhrouet (+1599), échevin puis maire. Après quelque quinze bourgmestres et autant d’échevins Xhrouet, le dernier en date fut Mathieu Lambert Xhrouet, tourneur d’ornement, maire de 1804 à 1811, sous le régime napoléonien et l’incendie accidentel qui détruisit 2/3 de la ville en 1807.
Il est particulier de retrouver dans la famille Xhrouet aujourd’hui, une poursuite, deux siècles plus tard, d’une inclination manifeste vers l’art. Citons seulement le sculpteur statuaire Maurice Xhrouet (1892-1992), le sculpteur ornemaniste Henry Xhrouet, le peintre Paul Xhrouet, le tourneur Albert Xhrouet, le photographe Justin Xhrouet.

#### Un extrait du schéma généalogique
Mathieu dit le jeune Xhrouet (1647-1731), graveur, échevin (1694), bourgmestre (1703)
1. Mathieu-Antoine Xhrouet (1672-1747), peintre, échevin (1720), bourgmestre (1724)
  1. Gabriel Xhrouet (°1697), dessinateur
    1. Jeanne Xhrouet (1732-1776), mariée avec Gérard de Leau, cobourgmestre (1760) avec Lambert Xhrouet (1707-1781), tourneur d’ornement

  2. Nicolas Xhrouet (°1702), graveur, ciseleur
2. Servais Albert Xhrouet (1673-1739), graveur
3. Mathieu Antoine Xhrouet (1679-1747), échevin
  1. Joseph Xhrouet (1711-1749), graveur

## Prononciation et orthographe
L’orthographe de patronymes et de toponymes de la région de Spa, commençant par le digramme xh ou les intégrant dans le mot, est largement répandue depuis au moins le XVIe siècle. On retrouve cette caractéristique aussi dans la région de Herve. Il apparaît que le x devant le h ait été un signe diacritique du h aspiré tel qu’aujourd’hui il est souvent indiqué dans les dictionnaires de la langue française par un astérisque et dans l’alphabet phonétique international par une apostrophe. Des manuscrits ont été retrouvés mentionnant le nom Xhrouet avec un x minuscule et un H majuscule. On se trouve donc loin du Xh grec. Certains étymologistes font cependant encore l’hypothèse du rapprochement avec le ich [ix] allemand, tel que Bach [bax] ou la jota espagnole. Quelques dizaines de patronymes commençant par Xh existent en principauté de Liège mais deux seuls sont suivis d’une troisième consonne : Xhrouet et Xhristoffle.
Aujourd’hui, dans Spa et sa région, le digramme « xh » est prononcé comme un h aspiré : [’ruє]. Ailleurs, une prononciation de [kruє] s’est largement répandue. Au XVIIIe siècle, on trouve sur un acte officiel, mention de « Xhrouet, dit Crouet » [kruє], à Paris. L’hypothèse qu’un certain nombre de Crouet de France soient les descendants des Xhrouet de Spa reste, à ce jour, ouverte.

### Florilège
Aux XVIIe et XVIIIe siècles, on note le patronyme Xhrouet aussi officiellement orthographié : Chrouet, Xhrouwet, Xhrowet ou encore Xhrouiïet. Par ailleurs, on ne s’arrêtera pas aux multiples orthographes fantaisistes trouvées au hasard de manuscrits divers et variés jusqu’à nos jours, ni aux prononciations erratiques ou improvisées, telles que [ksuRє], [kRuєt], etc., d’allochtones confrontés au devoir de prononcer ce nom propre à l’orthographe trop souvent barbare pour eux.

## Blason

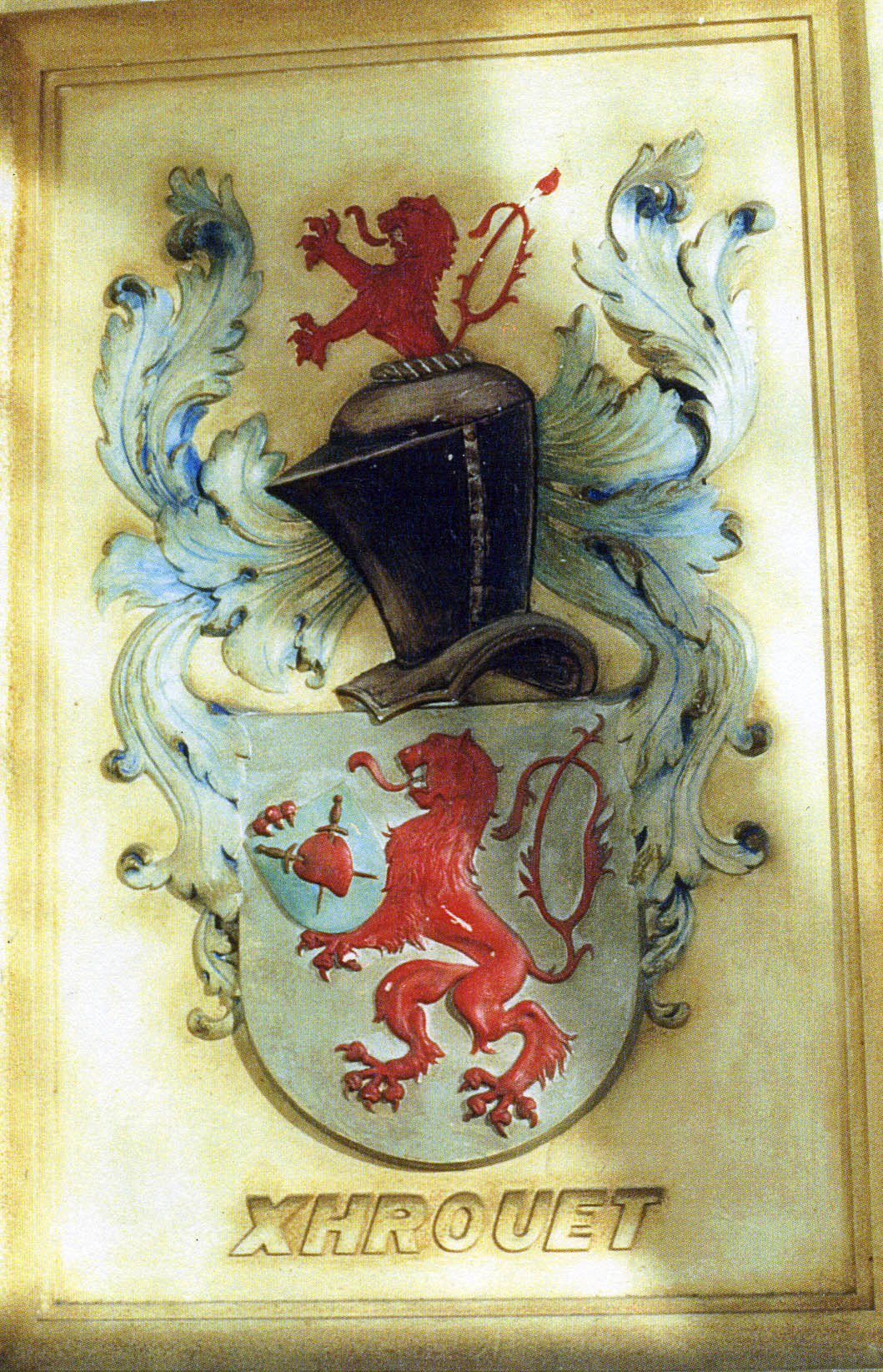
Bas-relief en couleur attribué au sculpteur ornemaniste Henry Xhrouet

« Xhrouet blasonne : D’argent au lion rampant de gueules, armé et lampassé de même, soutenant un écusson d’azur chargé d’un cœur de gueules accompagné de deux épées d’or posées en sautoir. L’écu est timbré d’un casque de fer surmonté d’un lion issant de gueules armé et lampassé de même. Les lambrequins sont d’or et d’azur ». Ce blason ornait l’église des Capucins à Spa dès avant 1643. La pierre tombale armoriée de Lambert Xhrouet (1707-1781), bourgmestre de Spa, est aujourd’hui conservée au Musée de la ville d’eaux de Spa.
Le blason de l’aïeul de Mathieu Xhrouet (1545), premier du nom, Henry Cowe de Faaz (1433), est : D’or au lion de gueules tenant de ses pattes de devant une planchette carrée de sable, un lion issant de gueules en cimier.

### Usages à Spa
Aux XVIIe siècle et XVIIIe siècle, le blason était d’usage courant dans les villes d’eau. Montaigne nous apprend, en 1582, qu’il était déjà de coutume que les nobles curistes laissent dans les hôtels où ils avaient séjourné, en signe de reconnaissance, leur blason. Ces blasons, parmi les plus renommés, deviendront ensuite les enseignes de quelques grands hôtels de Spa : Au roi d’Angleterre, Au duc d’Orléans, Au roi de Pologne, etc. Avant le grand incendie des 2/3 de la ville de Spa en 1807, l’hôtel de la Fontaine d'Or des Xhrouet  avait sur sa façade et dans sa cour intérieure, une multitude de ces blasons.

## Rue Xhrouet

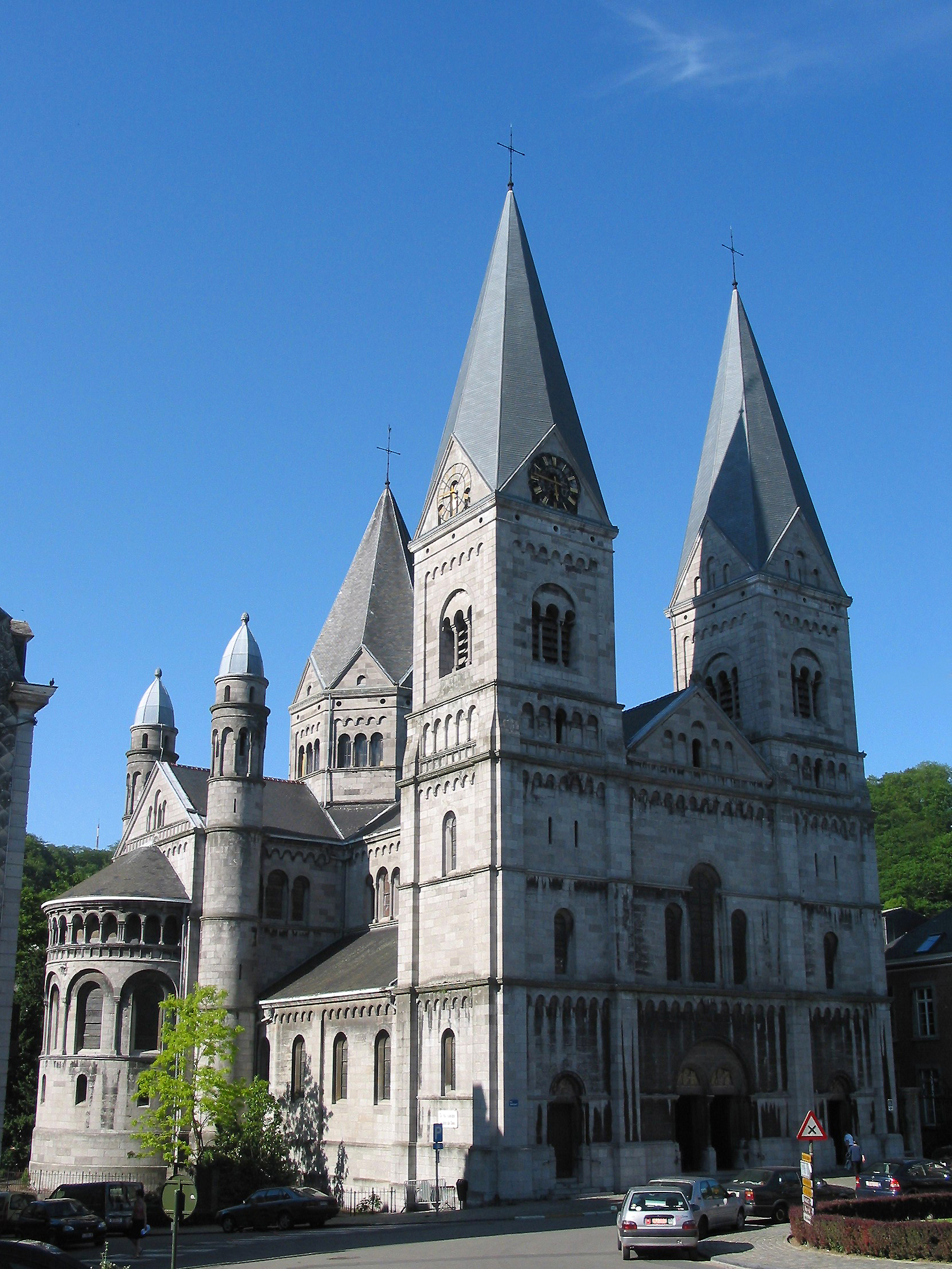
Église Notre-Dame et Saint Remacle, rue Xhrouet

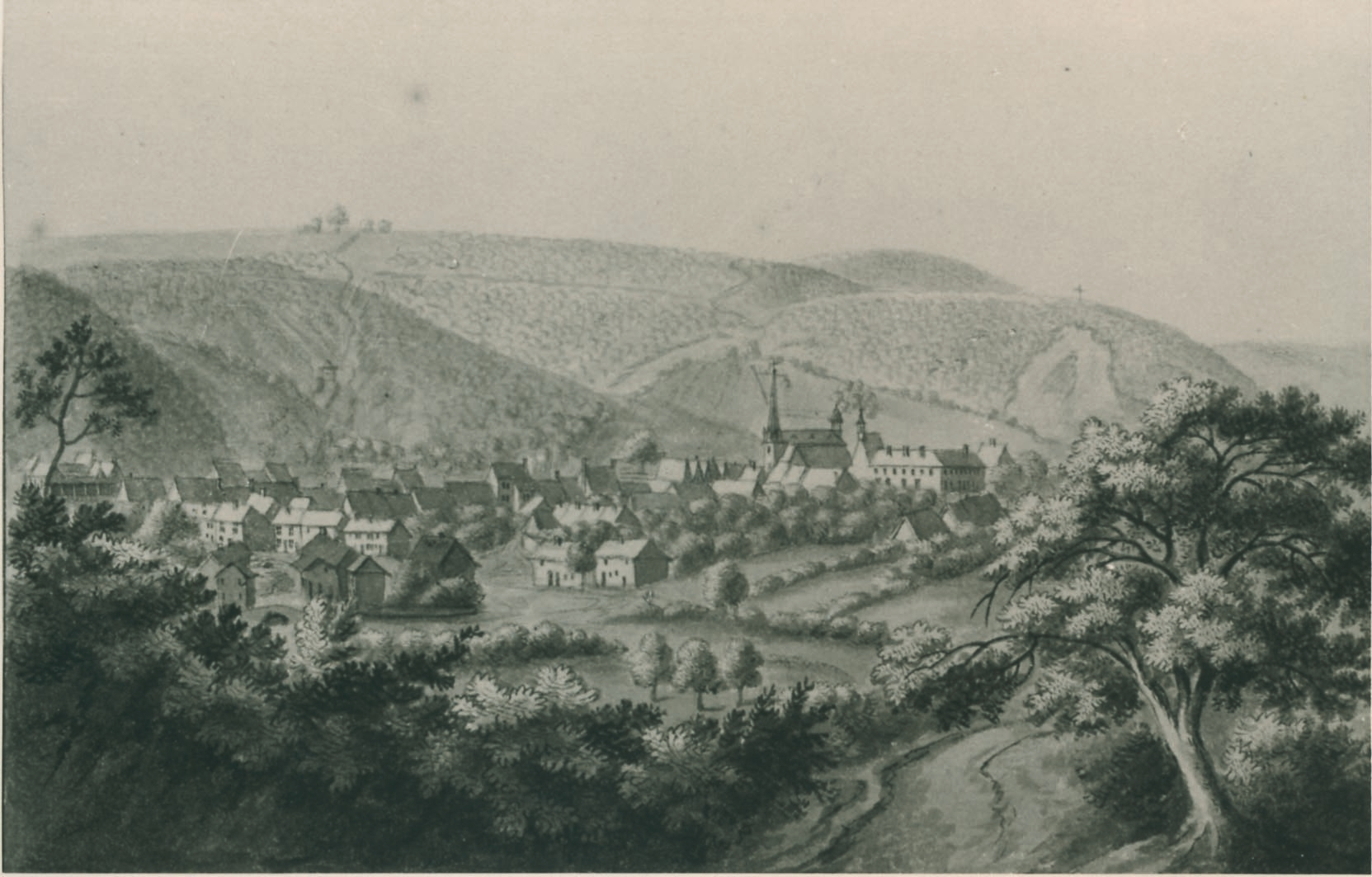
Bourg de Spa, Mathieu-Antoine Xhrouet, 1738

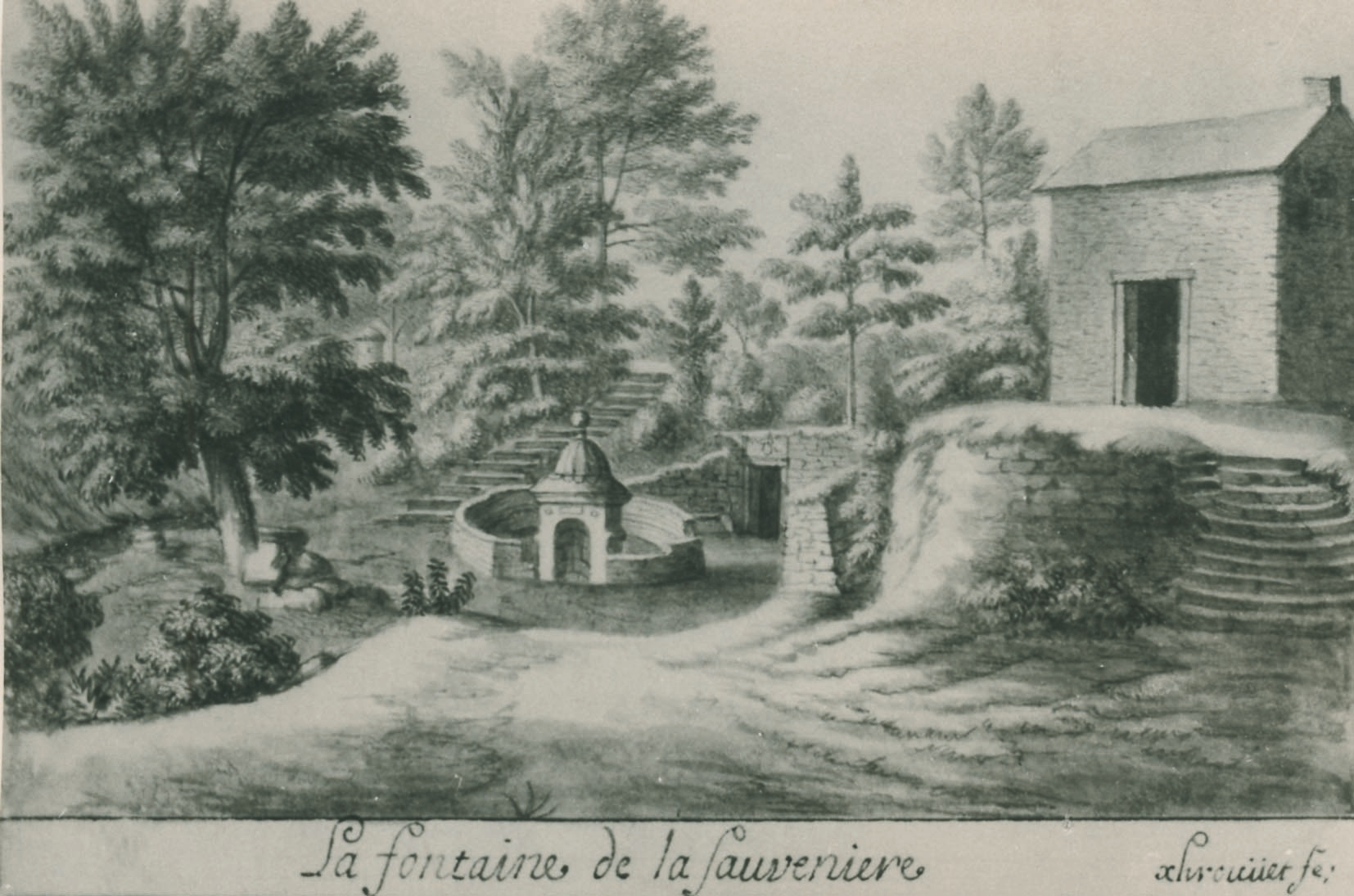
Pouhon de la Sauvenière, Joseph Xhrouet, vers 1735

Le Conseil communal de la ville de Spa, sur une proposition de Monsieur Fassart, décida en 1878 de dédier une rue  aux Xhrouet, anciennement, rue du Bohy, puis rue de la Sauvenière. Elle comprend aujourd’hui, notamment, l’église collégiale Notre-Dame et Saint Remacle, l’Académie de musique de Spa, la plus ancienne maison de Spa (1740) et se termine sur la cascade monumentale.